# جری سیتزس
جری سیتزس (انگلیسی: Jeri Sitzes؛ زادهٔ ۲۱ مارس ۱۹۷۹) بوکسور اهل ایالات متحده آمریکا است.
کارنامه حرفه‌ای او به عنوان یک بوکسور شامل ۱۵ برد، ۱۰ شکست و یک‌مساوی است. او همچنین یک لزبین است.